# 阿蘭瑟斯縣 (德克薩斯州)
阿蘭瑟斯縣（英語：Aransas County）是美國德克薩斯州南部墨西哥灣沿岸的一個縣。面積1,367平方公里。根據美國2000年人口普查，共有人口22,497人。縣治羅克波特（Rockport）。
成立於1871年7月18日。縣名來自同名的河流、海灣和/或山口（來自西班牙的一條河流）。